# 登史草兵
登史 草兵（とし そうへい、1921年 -）は、日本の探偵作家。

## 人物
経歴未詳。本名：斎藤草兵。本業は新聞記者だったとされる。山形県出身であり、1952～54年に幻想的な短編小説を3本発表した。山形県出身の斎藤姓には、ほかに斎藤茂吉らがいる。非常に寡作ではあるが、怪奇味豊かな短編の佳作を残したとされる。

## 作品リスト
- 「蟬」 - 『探偵実話』1952年10月号（世界社）掲載
  - 『幻影城』1975年5月号（絃映社）再録
  - 『怪談ミステリー集』（双葉社新書、1978年8月 / 双葉文庫版、1985年8月）収録
  - 『夢見る妖虫たち 幻獣小説集』（北宋社、1994年9月）収録
  - 『幻想小説大全 鳥獣虫魚』（北宋社、2002年1月）収録
- 「葦」 - 『探偵実話』1953年3月号（世界社）掲載
  - 『怪奇探偵小説集 続』（双葉社新書、1976年7月）収録
  - 『怪奇探偵小説集II』（双葉文庫、1984年7月）収録
  - 『怪奇探偵小説集 2』（ハルキ文庫版、1998年6月）収録
- 「鬼」 - 『オール読切』1954年1月号（共栄社）掲載